# Conus coriolisi
Conus coriolisi is een in de zee levende zeeslakkensoort uit het geslacht Conus. De slak behoort tot de familie Conidae. Conus coriolisi werd in 1995 beschreven door Röckel, Richard & Moolenbeek. Net zoals alle soorten binnen het geslacht Conus zijn deze slakken roofzuchtig en giftig. Zij bezitten een harpoenachtige structuur waarmee ze hun prooi kunnen steken en verlammen.